# Fuerte de Juviles
El Fuerte de Juviles es un recinto amurallado, posiblemente una albacara, situado frente a la localidad española de Juviles, en la provincia de Granada, actualmente en ruina. Está declarado BIC, ubicándose dentro del Sitio Histórico de la Alpujarra.

## Historia
El Fuerte de Juviles fue el principal castillo del yûz "Subîlîs", demarcación administrativa situada en la Alpujarra, entre los siglos VIII y XII, y que más tarde, bajo el Reino nazarí de Granada, se convirtió en la Taha de Jubiles.
En el cambio del siglo IX al X, se desarrolló en él una sangrienta batalla entre los rebeldes muladíes y el Califato de Córdoba, contra quien se levantaron como consecuencia de la elevación de los impuestos y la rigidez económica de los Omeyas. La rebelión logró dominar buena parte de las actuales provincias de Granada, Jaén, Málaga e, incluso, parte de Córdoba. Abderramán III sofocó violenta y rápidamente la rebelión, pero los levantados, seguidores de Ibn Hafsûn, se hicieron fuertes en el castillo de Juviles. 

"El único que resistió fue el de Jubiles, por estar lejos y ser difícil atacarlo con piedras de almajenaque y porque lo ocupaba un grupo de hombres del malvado Ibn Hafsûn, que eran muy valientes y esforzados; pero Al Nâsir persistió en asediarlos, les atacó con toda fuerza y violencia, construyó una plataforma en la que instalar el almajenaque, y les cortó el agua, hasta lograr vencerlos, tomar el castillo por asalto y matar a todos los secuaces de Ibn Hafsûn, que se encontraban en él. Esta conquista le valió la de todos los castillos de Farwa y sus alrededores".

A finales del siglo XV, desempeñó también un importante papel por su resistencia contra Castilla. Vencidos los últimos resistentes, el fuerte fue destruido totalmente por orden de Fernando el Católico. Poco después, durante la rebelión de los moriscos de Abén Humeya, en el siglo XVI, sus ruinas sirvieron para la resistencia de aquellos, aunque ya para entonces se utilizaba como campo de labor.

## Situación actual

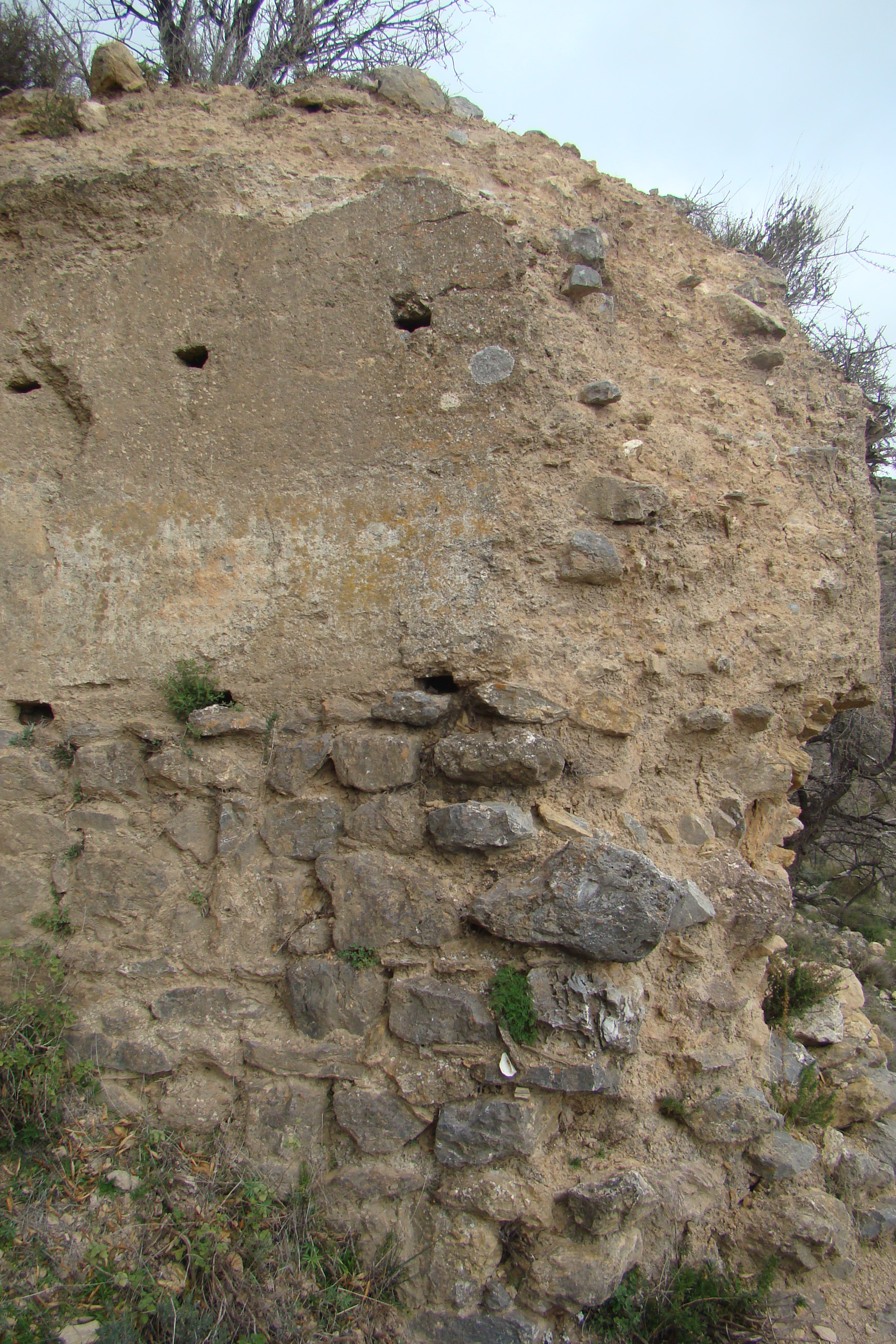
Restos de un torreón de la muralla sur, en mampuesto y tapial, con 4 metros de alzado actual

El yacimiento de El Fuerte, tiene una gran entidad, ya que alberga interesantes restos constructivos: nueve torres (de las que se conservan en todos los casos los arranques y, en algunas, parte de los paños), lienzos de muralla de hasta 5 m de altura, tres aljibes, restos de albercas, pozos y canalizaciones varias, así como probables elementos defensivos, ahora bastante asolados y enmascarados por las paratas y bancales que se fueron haciendo, especialmente en el siglo XIX, para la explotación agrícola del cerro.
Está situado en un promontorio sobre el núcleo de Tímar, por lo que, en ocasiones, se le conoce como Castillo de Tímar, en donde hay una calle que se llama, precisamente, "del Castillo". Se encuentra en estado de abandono, con riesgo de deterioro irreversible de los restos emergentes aún conservados.